# ۳۶۰ (فیلم)
۳۶۰ یک فیلم درام آمریکایی است که در سال ۲۰۱۱ به کارگردانی فرناندو میرلس ساخته شد. در این فیلم آنتونی هاپکینز، جود لا، ریچل وایس و بن فاستر بازی می‌کنند.
داستان فیلم در مورد دو خواهر اهل اسلواکی است که یکی از آن‌ها در وین شروع به روسپیگری می‌کند و بعد از طریق دنبال کردن اولین مشتری او فیلم وارد داستان زندگی افراد دیگری در فرانسه، انگلستان و آمریکا می‌شود و روابط و مشکلات آن‌ها را به تصویر می‌کشد. فیلم نهایتاً به زندگی دو خواهر بر می‌گردد.
با توجه به این که یک دایره کامل ۳۶۰ درجه‌است، این عنوان برای این فیلم انتخاب شده‌است.